# Sankt Georgen ob Murau
Sankt Georgen ob Murau est une commune autrichienne du district de Murau en Styrie.